# Hochdrucklöschanlage
Eine Hochdrucklöschanlage (Abkürzung: HDL, vor allem in Österreich auch Höchstdrucklöschanlage genannt) soll mit so wenig Wasser wie möglich den größtmöglichen Löscheffekt erreichen. Das Prinzip einer Hochdrucklöschanlage ist, dass „je feiner die Wassertröpfchen sind – desto schneller verdampft das Wasser – desto besser ist die Löschwirkung“. Wasser, das nicht verdampft, ist löschtechnisch gesehen „Abfall“ und ist verantwortlich für den berüchtigten Wasserschaden bei einem eigentlich kleinen Brand.
Eine Hochdrucklöschanlage gibt im Unterschied zu einer Impulslöschanlage einen konstanten Strahl ab, aber beide arbeiten, je nach Typ, mit Drücken jenseits der 100 Bar. Durch die ultrafeine Zerstäubung wird die Oberfläche des Löschmittels (Wasser mit oder ohne Schaummittel) schlagartig massiv vergrößert, so dass eine schnellere Verdampfung erfolgt. Besonderheiten sind die schnelle und hoch effiziente Verdampfung, die der Umgebung die enorme Wärmemenge von 2,3 MJ je Liter Wasser entzieht. Ebenso wird die Luft beim Auftreffen auf die Flammen durch die unmittelbare Verdampfung verdrängt (ca. 1600-fache Volumenvergrößerung des ursprünglichen Wassertropfens), was die rasche Eindämmung der Flammen ermöglicht. Daneben existiert eine enorme Kühlwirkung und eine effiziente Abschirmung vor Strahlungswärme für umliegende Brandlasten und in der Nähe befindliche Personen.

## Mobile Hochdrucklöschanlagen

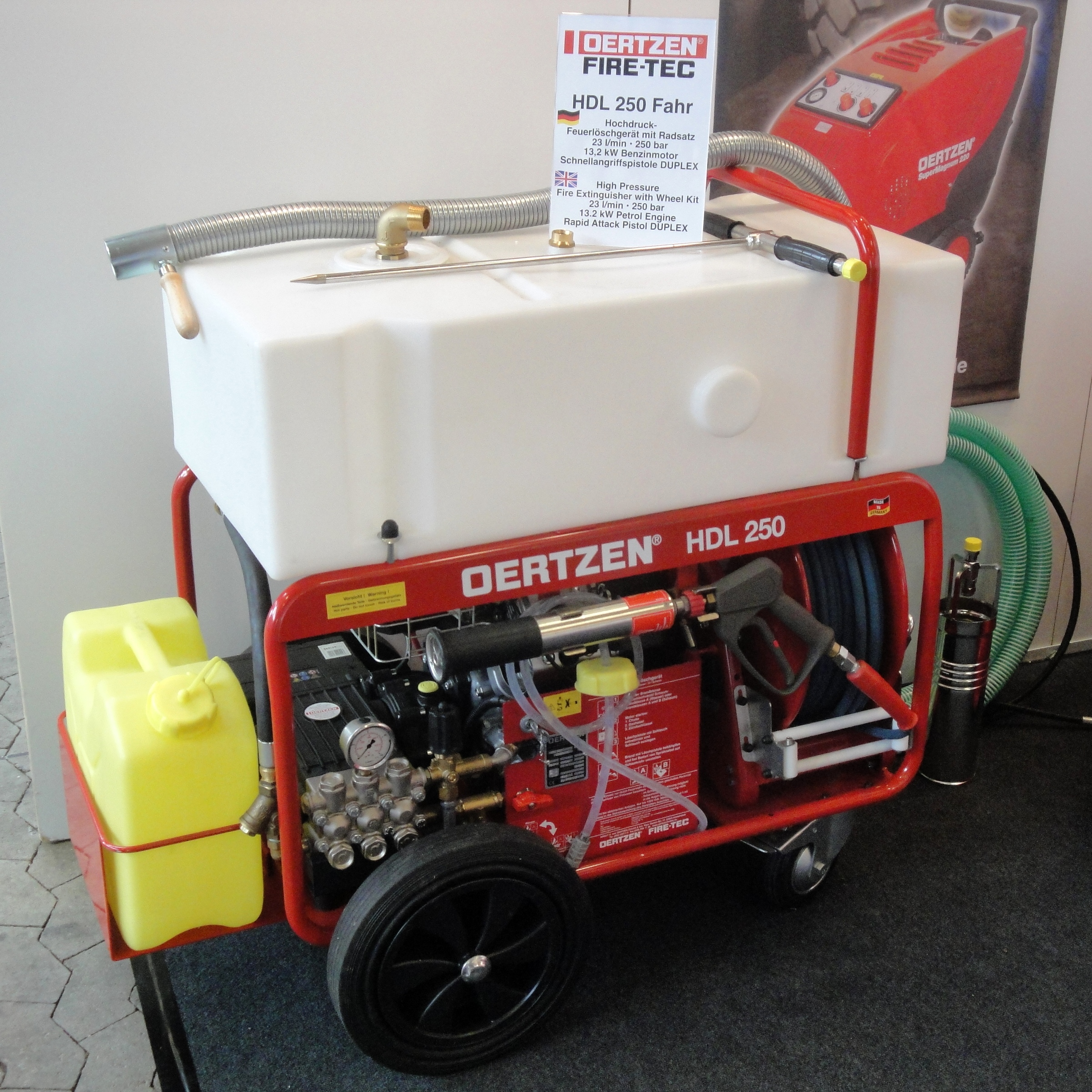
Oertzen Fire-Tec HDL 250

Mobile Hochdrucklöschanlagen sind eine weitere Stufe in der Entwicklung der Löschtechnologien, sie sind für die Bekämpfung von Kleinbränden und Fahrzeugbränden gedacht. Durch die feine Zerstäubung ist die Wurfweite des Strahles jedoch gering, so dass verhältnismäßig nahe am Brandherd agiert werden muss und daher für einen Außenangriff nicht geeignet ist.
Im Fall einer Hochdrucklöschanlage auf einem Löschfahrzeug der Feuerwehr wird mit ca. 40 bis 200 bar und einer Wassermenge von ca. 20 bis 150 l/min je nach Anlage und Strahlrohr (sonst ca. 200 bis 800 l/min mit C/B-Rohr) gearbeitet. Die Anlagen sind für einen raschen Erstangriff mit geringen Wassermengen ausgelegt und dienen vor allem zur Bekämpfung von Klein- und Fahrzeugbränden bei gleichzeitiger Minimierung von Wasserschäden.
Die Hauptbaugruppen sind im Wesentlichen eine Hochdruckpumpe, der Antrieb (entfällt, wenn fix im Fahrzeug verbaut), der Wassertank und eine Schlauchhaspel mit Spezialstrahlrohr.
Hochdrucklöschanlagen sind besonders für einen Innenangriff geeignet: durch den feinen Wassernebel und die kleinen Wassermengen ist eine effektive und rasche Brandbekämpfung möglich.
Mobile Hochdrucklöschanlagen sind auf die Zuführung von Löschwasser über entsprechende HD-Pumpen und hochdrucktauglichen Leitungen angewiesen. Sie sind somit an deren Reichweite gebunden (üblicherweise 40 bis 80 Meter).
Die tragbaren Hochdrucklöschanlagen benötigen keine Pumpen oder Leitungen, die Wassermenge ist auf einige Liter begrenzt, was jedoch durch die schnelle Angriffszeit und die besonders effektive Löschtechnik (Löschwasser wird mit Pressluft vermischt mit ca. 200 bar oder höher gesprüht) – besonders bei Wohnungsbränden im Anfangsstadium – ausreicht und Wasserschaden damit ausschließt.
Zwei Typen als Beispiel:
- „UHPS – Ultra High Pressure System“ von Rosenbauer[1]
- „HDL 250“ von Minimax